# Amédée Bienaimé
Amédée Bienaimé (Parijs, 22 februari 1843 - Parijs, 16 maart 1930) was een Frans marineofficier die het tot vice-admiraal en stafchef van de marine bracht.
Amédée Bienaimé ging in 1859 naar de marineacademie en werd in 1861 als officier beëdigd. In 1880 werd hij bevorderd tot kapitein ter zee (capitaine de vaisseau) en in 1881 werd hij commandant van de belangrijke marinebasis in Toulon.
In mei 1862 onderscheidde hij zich tijdens de expeditie in Mexico bij de gevechten rond Puebla.
In 1864 won hij het Legioen van Eer met zijn optreden bij de landing van Franse troepen op de Comoren.
In 1878 en 1879 was hij betrokken bij het neerslaan van opstanden op Nieuw-Caledonië en op de Îles Marquises.
Amédée Bienaimé maakte naam als deskundige op het gebied van zwaar scheepsgeschut. Hij publiceerde daarover in 1878 een boek.
Op 12 december 1894 nam zijn eskader de stad Tamatave in. Het zette als commandant van de  kruiser Primauguet Franse troepen aan land in Mahajanga. Zo begon de Eerste Expeditie naar Madagascar. Amédée Bienaimé verwierf de Eerste Herinneringsmedaille aan Madagaskar.
Hij werd op 8 juni 1895 gepromoveerd tot admiraal (contre-amiral) en werd in 1897 chef-staf van het Franse eskader in de Middellandse Zee. Tussen 1898 en 1900 gaf hij leiding aan de Hogere School van de Marine. Na zijn bevordering tot vice-admiraal in 1900 diende hij twee jaar als chef-staf van de marine. In 1902 Amédée Bienaimé benoemd tot Préfet maritime de Toulon, een bestuursfunctie waarin hij militaire en civiele bestuurstaken kreeg in het Middellandse Zee-gebied.
Rond 1904 kwam Admiraal Bienaimé in conflict met zijn politieke meester, de linkse Minister van Marine Camille Pelletan. Het conflict bracht hem onder de aandacht van een politieke groepering, de antiklerikale conservatieven van de Patrie Française.
In 1905 ging Amédée Bienaimé in de politiek. Hij was van 1905 tot 1919, toen hij een verkiezingsnederlaag leed, voor het 2e arrondissement in Parijs lid van de Tweede Kamer van het Franse Parlement voor het kiesdistrict Seine. Hij was achtereenvolgens verbonden aan de fracties van Défense nationale (8 januari 1905 - 31 mei 1906), Républicains nationalistes (6 mei 1906 - 31 mei 1910),  
en Républicain progressiste (24 april 1910 - 31 mei 1914). Tussen 26 april 1914 en 7 december 1919 was hij onafhankelijk.
Amédée Bienaimé werd hoog gedecoreerd. Op een foto zijn herkenbaar:
- Commandeur van het Legioen van Eer op 26 januari 1893[6]
- Officier in de Orde van de Academische Palmen
- Grootkruis in de Orde van de Draak van Annam
- De Herinneringsmedaille aan de Campagne in Mexico (1862)
- De Koloniale Medaille
- De eerste Herinneringsmedaille aan Madagaskar uit 1883 met gesp
- Commandeur Ie Klasse in de Orde van Sint-Olaf van Noorwegen

## Militaire loopbaan
- Adelborst (Aspirant): 1859[7]
- Korvetkapitein (Capitaine de Corvette): 1880
- Kapitein-ter-zee (Capitaine de Vaisseau): 1887
- Schout-bij-nacht (Contre-amiral): 8 juni 1895[7]
- Vice-admiraal (Vice-amiral): april 1900[7]

## Publicaties
- Étude sur l'artillerie navale, par M. A. Bienaimé, eerder gepubliceerd in de Revue maritime et coloniale. uitgegeven bij Berger-Levrault, 1878.
- Péril national (samen met Paul Léon Colliard) Librairie universelle, 1905
- De l'Emploi de l'acier dans la fabrication des canons de la marine, 1876 Lorient impr. de F. Amelot
- Étude pratique sur la perforation de murailles cuirassées, 1876 Paris Berger-Levrault

Voorwoorden in diverse publicaties van andere schrijvers.